# 王小兰
王小兰（1954年—），汉族，中华人民共和国政治人物，北京市工商联副主席、时代集团公司总裁、北京民营科技企业家协会会长，中国共产党党员，第十一届全国政协委员。
2008年，当选第十一届全国政协委员，代表中华全国妇女联合会，分入第十九组。并担任提案委员会专委。